# Krisztus király szobor (Świebodzin)
A Krisztus király szobor (lengyelül Pomnik Chrystusa Króla) Jézust ábrázoló műalkotás a lengyelországi Świebodzin településen. 33 méteres magasságával (ha figyelmen kívül hagyjuk a talapzatot és a koronát) három méterrel magasabb a hasonló, Rio de Janeiróban álló A Megváltó Krisztus szobra című alkotásnál, és ezzel a Guinness Rekordok Könyvébe is bekerült. 

## Története
A töviskoszorú helyett aranykoronát viselő Krisztus király szobor felállítása egy nyugalmazott helyi plébános, Sylwester Zawadzki ötlete volt. Zawadzki már az ezredfordulón Jézust akarta megtenni a város védelmezőjévé, terve azonban az egyházi vezetők ellenállásán megbukott. A szobor elkészítéséhez és felállításához szükséges, több mint 400 millió forintnak megfelelő zlotyit a helyi hívők adták össze. A szobor „Jézus ötlete volt, én csak az építtető voltam” – szerénykedett szerepéről Zawadzki, aki először csupán egy kisebb kerti szobrot kívánt felállítani, de az idő haladtával ambíciója is megnőtt.
Az emlékműre először nem adták meg az építési engedélyt, de az ideiglenes építési tilalmat a hívek nyomására feloldották.
A Guardian szerint építésén önkéntesek mellett a helyi börtön rabjai is dolgoztak. Az alkotást végül (egy nap késéssel) 2010 novemberében adták át. A fődarabokat daruval emelték helyükre.
A szobornak nem sok időt jósolnak, mert az alapzata nem elég mély, a beton ekkora teher megtartásához nem elég vastag. Egy építész szerint „legfeljebb húsz évet adunk neki, aztán össze fog dőlni”. Maga a 2014-ben elhunyt Zawadzki atya azonban rendkívül bízott fő művében. Végrendeletében azt kérte, hogy szívét az alkotás lábánál temessék majd el – a lengyel temetkezési törvény azonban ezt nem tette lehetővé.

## Az alkotás
A szobor a város peremén, egy mező közepén áll, és egyenesen egy Tesco áruházra tekint. A hétköznapi környezet is hozzájárul ahhoz, hogy az összhatás nem annyira lenyűgöző, mint inkább groteszk. 33 méteres magassága arra utal, hogy a hagyomány szerint Jézus 33 évet élt.
Az üvegszálas műanyagból és fehér színű vakolatból készült alkotás megépítését Sylwester Zawadzki, a település plébánosa kezdeményezte és Mirosław Kazimierz Patecki lengyel szobrászművész tervezte. A szobor 2010 novemberében készült el, felavatására 2010. november 21-én került sor.
A 440 tonnás műalkotás egy 16,5 méter magas mesterséges dombon áll. A 15 tonnás fejet három méter magas aranyozott korona ékíti. Kitárt karjaival 24 méter széles.

## Fogadtatása
A példának vett riói szobor 1931-es felavatása óta Brazília jelképének számít, a świebodzini szobor viszont kifejezetten vegyes érzelmeket vált ki a lengyelekből – nemcsak a környékbeliekből, de a távolabb élőkből is.
Az adakozók azt remélték, hogy a szobor fellendíti a város és a környék turizmusát, de csalódniuk kellett. A helyiek szerint az idelátogatók többnyire csak kipattannak az autóikból, nevetgélnek kicsit a szobron, készítenek róla pár fényképet, majd továbbhajtanak; gyakorlatilag nem költenek a városban. Amellett, hogy megítélésük szerint a szobor nevetségessé tette a várost, főleg azt panaszolják, hogy a rá költött pénzt jobb célokra – iskolákra, kórházakra, rászorulókra vagy utakra – is költhették volna.
A mélyen vallásos és babonás lengyelek közül sokan ómennek tekintették, hogy amikor Krisztus fejét próbálták arrébb tenni, az egyik daru leszakadt, és összezúzta egy munkás lábfejét. Isten üzenetét, haragjának jelét látták Zawadzki atya szívinfarktusában is.
2018-ban kisebb botrány lett abból, hogy a szobor feje elkezdett wifit sugározni – el is nevezték Wifi Jézusnak. Egy újságíró drónnal kiderítette, hogy a szobor feje búbjára internet-átjátszó antennát telepítettek. A Katolikus Válasz lengyel médiának a telepítő cég munkatársa azt mondta, hogy az ötlet a területileg illetékes (új) plébánosé volt, ő viszont azzal védekezett, hogy tudtával a cég csupán egy villámhárítót szerelt fel. Az egyházmegye szóvivője azt nyilatkozta, hogy a plébános 2016-ban hagyta jóvá az antenna telepítését. Cserébe a cég ingyen kamerás megfigyelőrendszert és wifi hotspotot ígért a templomába, ám erre senki sem kért engedélyt az önkormányzattól. Tadeusz Lityński püspök 2018 áprilisának végén bejelentette, hogy a Jézus koronája mögé rejtett antennákat május tizedikéig eltávolítják.
A szobor (építése) fontos szerepet kap Małgorzata Szumowska Az arc (Twarz) című filmjében. „Azt hiszem, ez a szobor megmutatja, mennyire megszállottan ragaszkodunk ahhoz, hogy mindig mindenben mi, lengyelek, legyünk a legjobbak, a legnagyobbak, a legerősebbek” – mondta erről a rendezőnő. A film a 2018-as Berlinale filmfesztiválon elnyerte a zsűri nagydíját.

## Képek

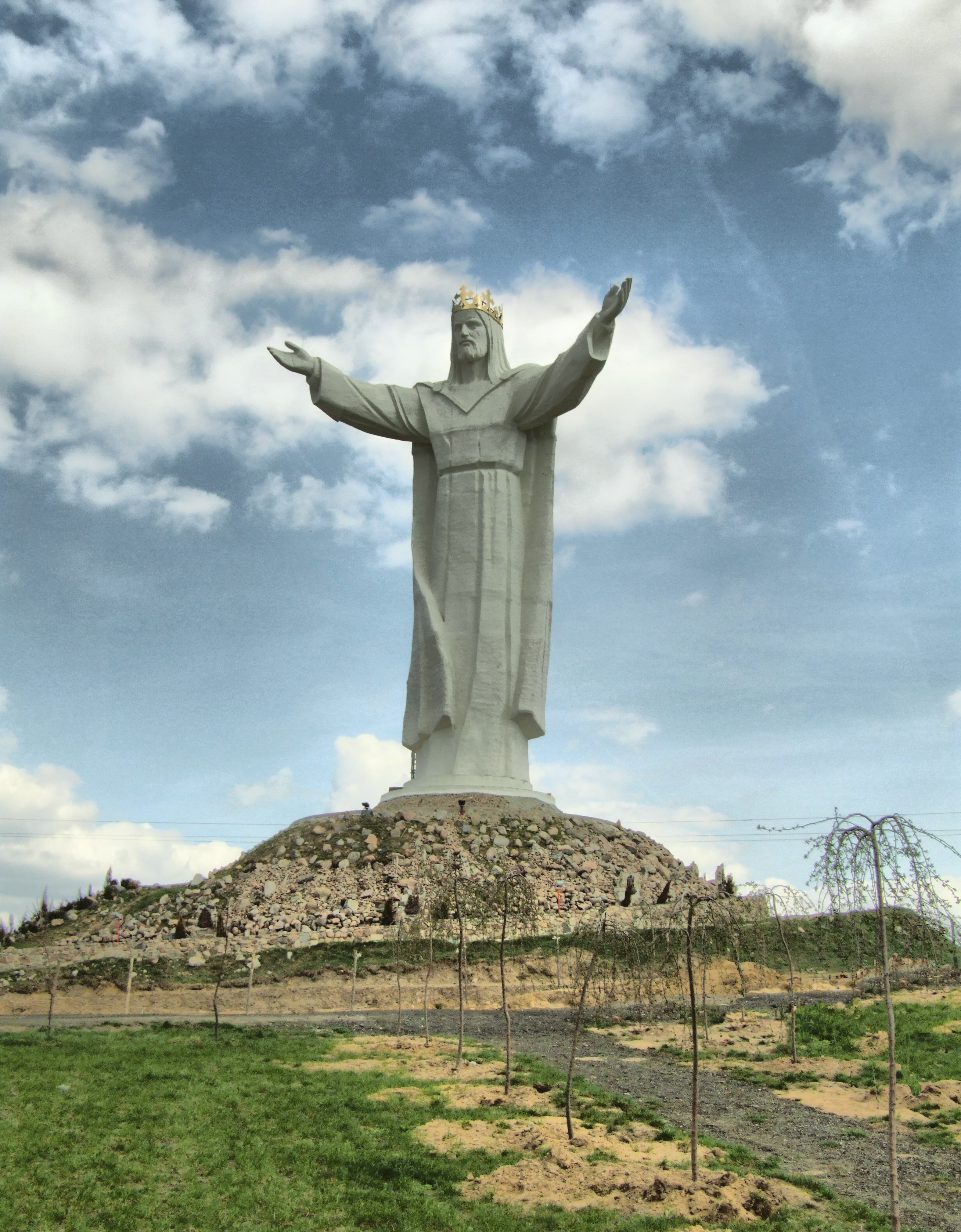
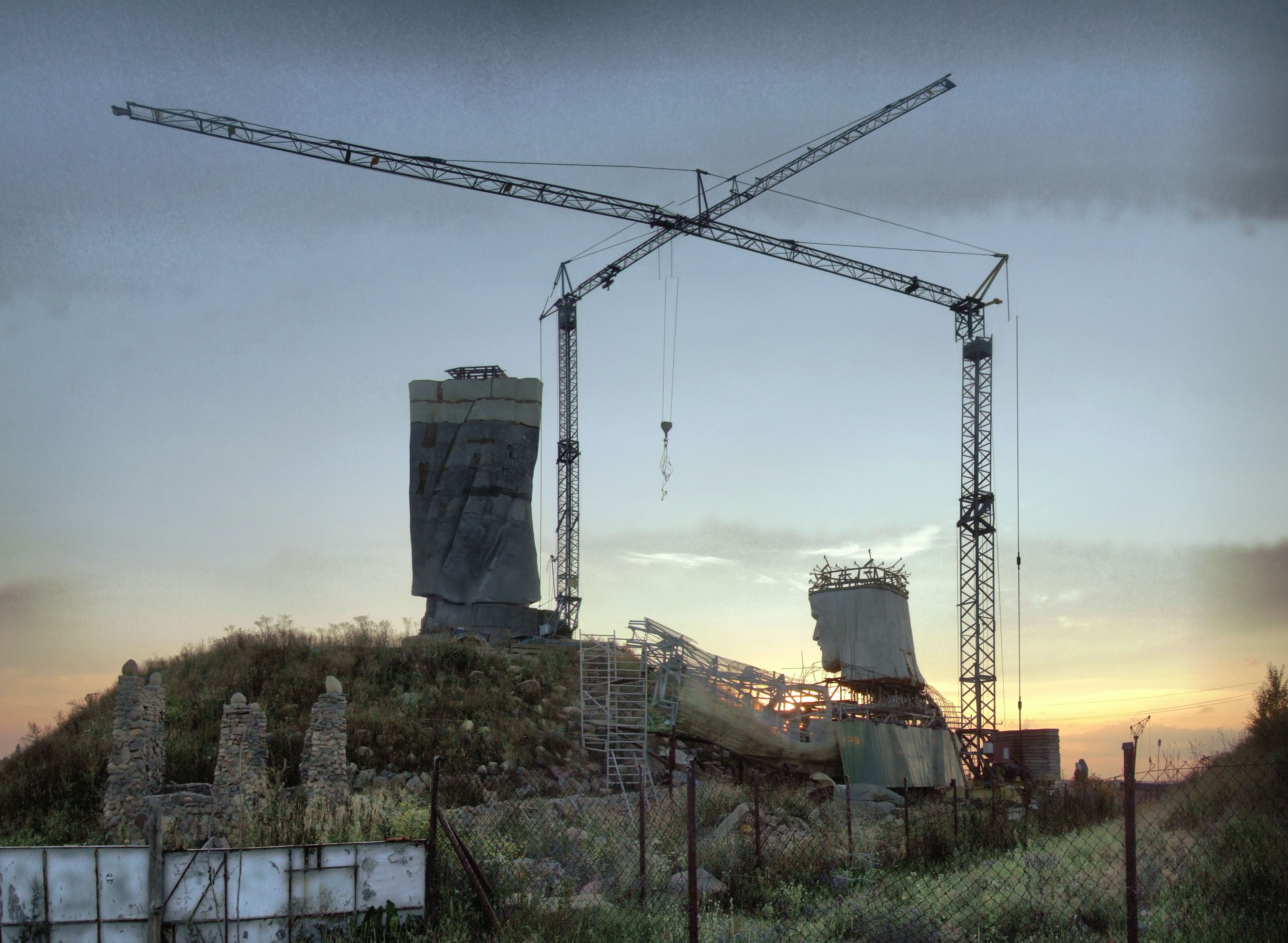
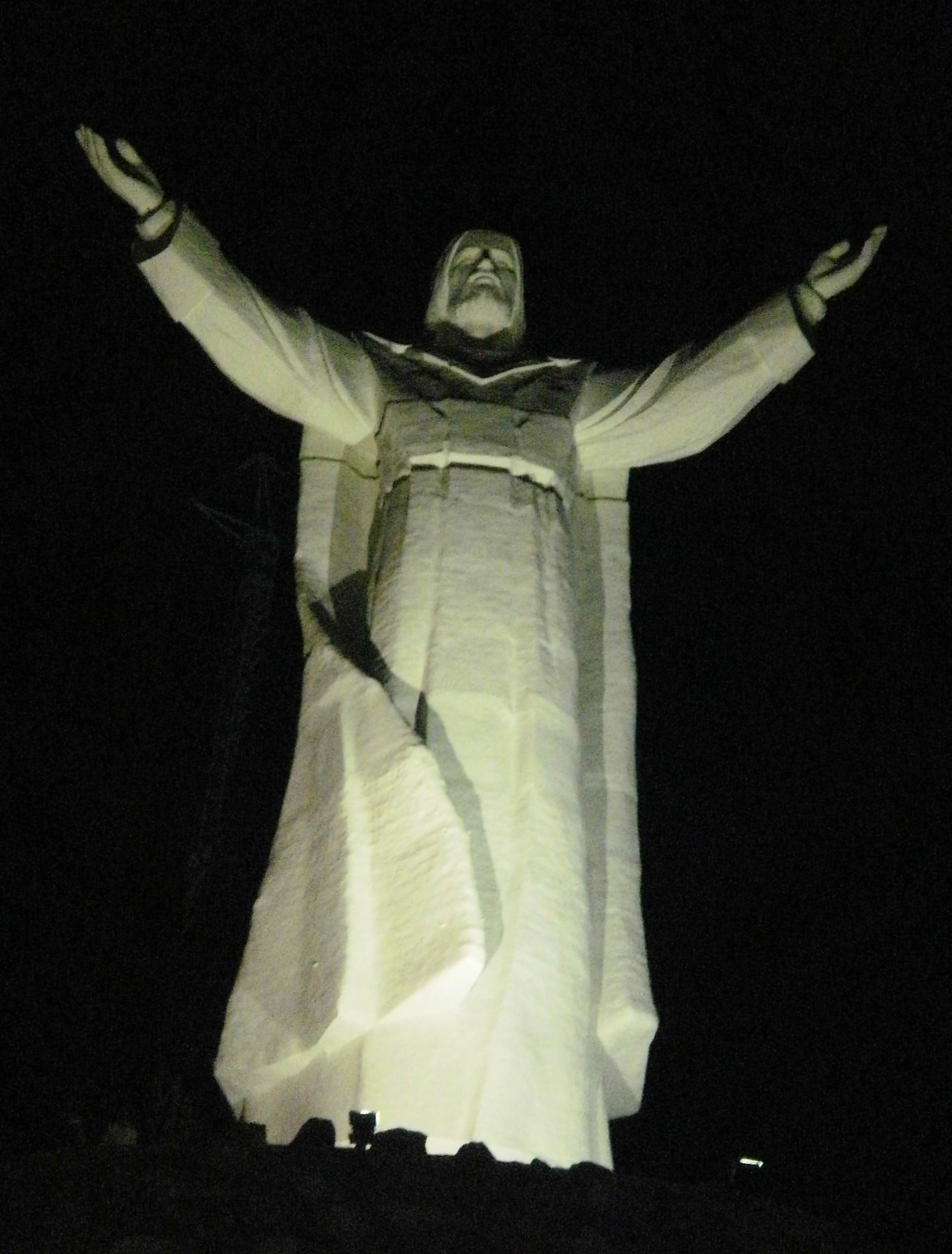
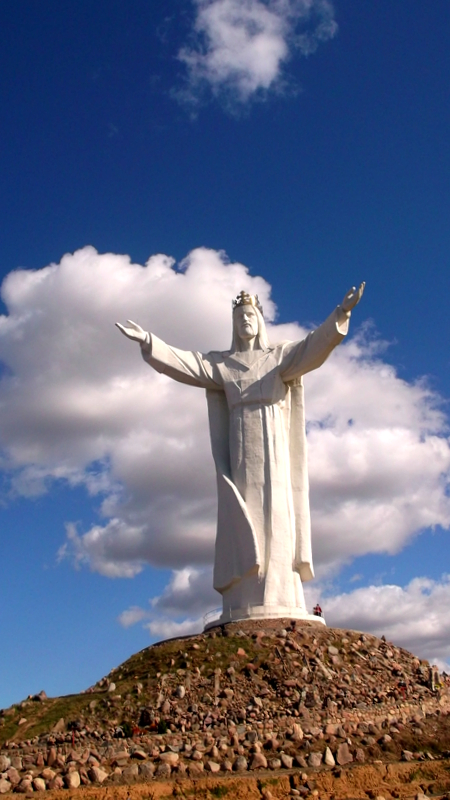
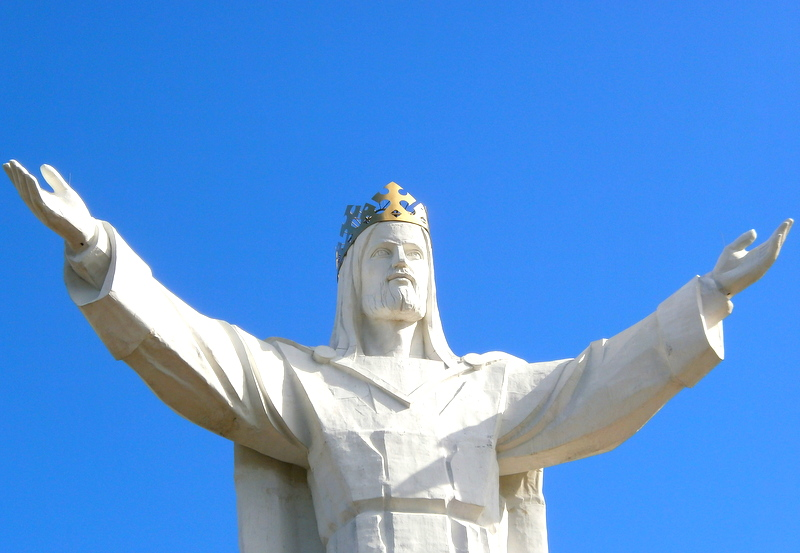
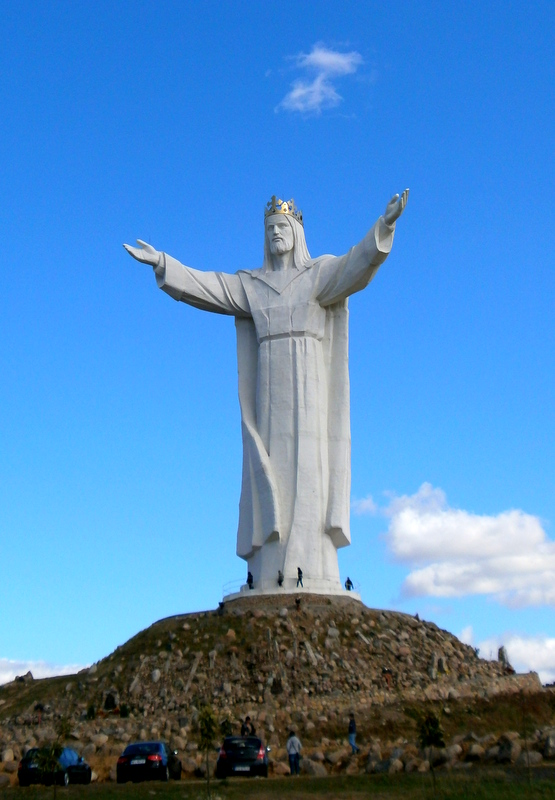